# Universidad Nacional Autónoma de México

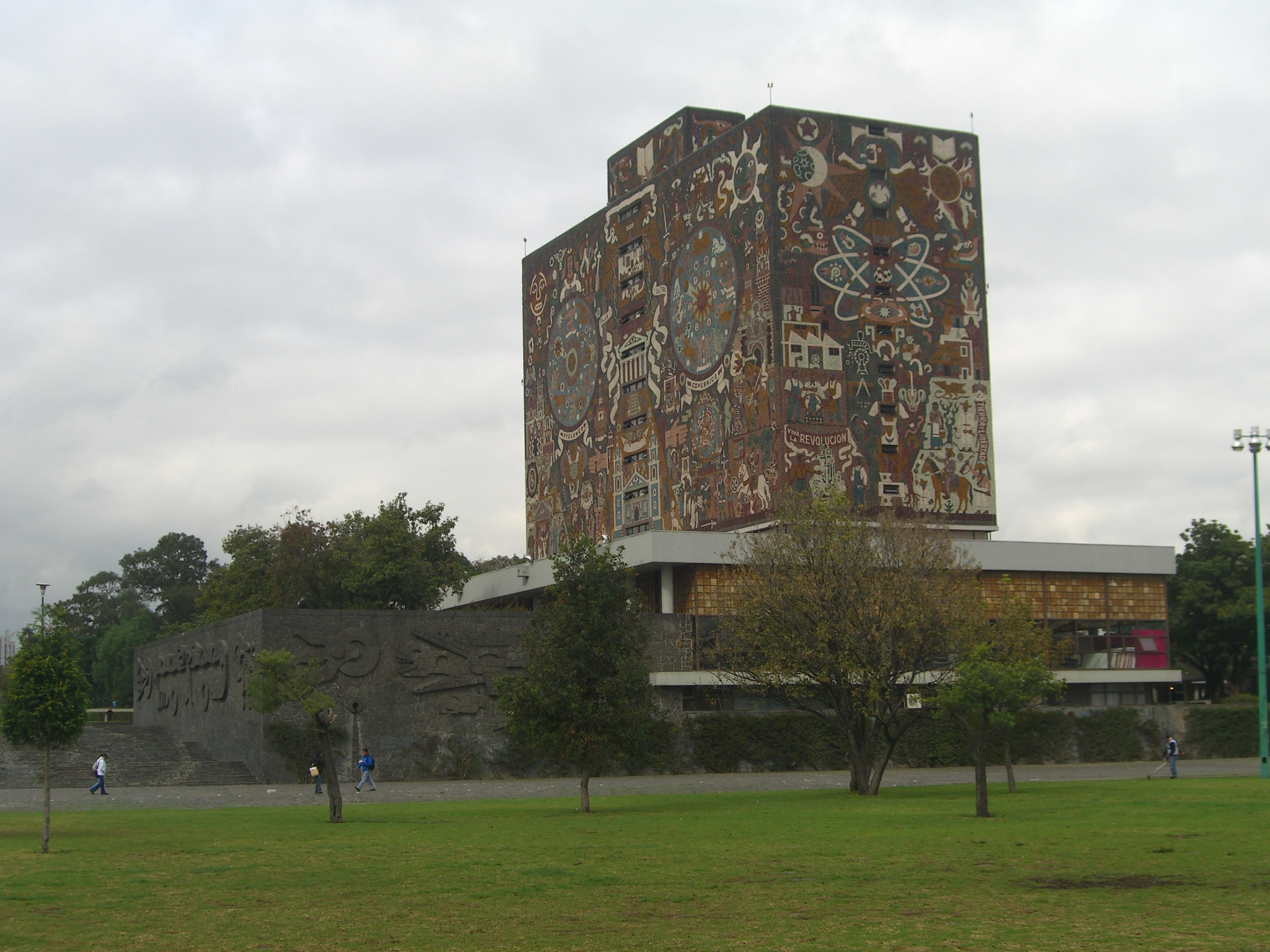
Universitetsbiblioteket vid UNAM i Mexico City.

Universidad Nacional Autónoma de México (förkortat UNAM) är ett universitet i Mexico City. Universitetet grundades 21 september 1551 och är med sina 305 000 studenter idag ett av världens största. Universitetets huvudcampus är Ciudad Universitaria, som ligger i Coyoacán, söder om Mexico City.